# Shadow on the Wall
Shadow on the Wall – piosenka napisana przez Mike’a Oldfielda, wydana jako singel we wrześniu 1983 roku. Utwór pochodzi z albumu Crises.
Impulsem do napisania piosenki były podobno wydarzenia w Polsce na początku lat 80. – wprowadzenie stanu wojennego i działania ruchu „Solidarność”. Teledysk do piosenki przedstawia wokalistę, Rogera Chapmana, siedzącego w celi więziennej. Głównym motywem wyrażenia emocji jest mimika głównego bohatera.
Utwór na stronie B singla, „Taurus 3”, również pochodzi z albumu Crises.

## Spis utworów

### Wersja 7-calowa
1. „Shadow on the Wall” – 3:09
2. „Taurus 3” – 2:25

### Wersja 12-calowa
1. „Shadow on the Wall” (Extended version) – 5:07
2. „Taurus 3” – 2:25